# Partamona combinata
Partamona combinata är en biart som beskrevs av José Gomes Pedro och Camargo 2003. Partamona combinata ingår i släktet Partamona och familjen långtungebin. Inga underarter finns listade i Catalogue of Life.